# Young Corbett III
Young Corbett III (geboren als Raffaele Capabianca Giordano; * 27. Mai 1905 in Rionero in Vulture, Provinz Potenza, Italien; † 15. Juli 1993 in Auberry, Fresno County, USA) war ein US-amerikanischer Boxer italienischer Abstammung. Er war Profi-Weltmeister im Weltergewicht 1933 und im Mittelgewicht 1938 und wird von vielen als einer der besten Boxer aller Zeiten angesehen.

## Karriere
Corbett kam noch als Kleinkind mit seinen Eltern als Einwanderer in die USA. Dort lebten sie zuerst in Pittsburgh und zogen später nach Fresno, Kalifornien. 1919 begann er als „Ralph Giordano“ mit dem Boxen (später änderte er seinen Namen in „Young Corbett III“).
Der robuste Rechtsausleger Corbett bestritt viele legendäre Kämpfe. Zum Beispiel bestritt er eine Serie von vier Kämpfen gegen den späteren Weltergewichts-Weltmeister Jack Thompson, von denen er drei gewann und einer unentschieden endete. Er verzeichnete außerdem Siege gegen Sergeant Sammy Baker, Mickey Walker, Billy Conn, Fred Apostoli, den Weltergewichts-Weltmeister Jackie Fields und den späteren Mittelgewichts-Weltmeister Ceferino Garcia.
Am 22. Februar 1933 errang Corbett der Weltergewichts-Weltmeistertitel in einem 10 Runden Kampf gegen Jackie Fields. Er gewann 6 Runden, Fields nur 3 von 10 Runden. Drei Monate später wurde er von Jimmy McLarnin durch ein  K. o. in der ersten Runde entthront.
Hierauf stieg Corbett ins Mittelgewicht auf. Er schlug in dieser Zeit den späteren Schwergewichts-Weltmeister Gus Lesnevich (TKO 5.) sowie Mickey Walker und Billy Conn. Am 22. Februar 1938 schlug er Fred Apostoli und gewann damit den Weltmeistertitel in dieser Gewichtsklasse. Am 18. November desselben Jahres traf er erneut auf Apostoli, wurde diesmal jedoch in der achten Runde gestoppt.
Als Corbett 1940 seine Karriere beendete, hatte er 156 Kämpfe bestritten, von denen er 122 gewann (32 K. o.) und 12 verlor.

## Sonstiges
Neben seiner Boxkarriere arbeitete Corbett als Sportlehrer der kalifornischen Highway Patrol und als Totengräber. In Fresno wurde eine Statue Corbetts, mit ihm in Boxerpose, errichtet. Er wurde außerdem 2004 in die International Boxing Hall of Fame aufgenommen. BoxRec listete ihn auf Platz 3 der „besten Weltergewicht Boxer aller Zeiten“ auf.
Corbett ist Urgroßvater des amerikanischen Footballspielers Matt Giordano.